# Temple Run (serie)
Temple Run es una franquicia de videojuegos de correr sin fin en 3D desarrollados y publicados por Imangi Studios. El jugador controla ser perseguido por un enemigo. El tema principal de la serie es un explorador perseguido por un grupo de monos demonios, sin embargo, los personajes y el tema varía entre los spin-off. El juego se lanzó inicialmente para dispositivos iOS el 4 de agosto de 2011, y luego se transfirió a los sistemas Android y Windows Phone 8. La serie consta de cinco títulos y uno planificado. La serie ha obtenido un éxito comercial con múltiples entradas que superan el millón de descargas.

## Jugabilidad
En la serie Temple Run, el jugador controla un personaje jugador con la perspectiva detrás de la espalda del personaje jugador. Mientras el personaje está corriendo, el jugador puede deslizar el dedo hacia la izquierda o hacia la derecha para mover al personaje a cualquier lado de la pantalla para recolectar monedas y evitar obstáculos. El jugador también puede deslizar hacia abajo para deslizarse hacia el suelo o deslizar hacia arriba para saltar. Si el camino conduce a un giro, el jugador debe deslizar el dedo hacia la dirección del giro para mantenerse exitosamente en el camino. Las intersecciones en el camino permiten al jugador elegir diferentes caminos. Si el jugador no evita los obstáculos o no gira para permanecer en el camino, el jugador se saldrá del camino o morirá y perderá. A lo largo del camino, hay monedas para recolectar. Hay tres tipos de monedas que se pueden encontrar mientras el personaje está corriendo: doradas, rojas y azules. Una moneda de oro solo agregará una moneda al número total de monedas del jugador. Las monedas rojas valen dos monedas, mientras que las azules valen tres. Las monedas se pueden usar para comprar y luego actualizar power-ups y otros personajes. El jugador también puede comprar monedas a través de compras en la aplicación con pagos de dinero real. Cuando el reproductor necesita girar hacia la izquierda o hacia la derecha, la pantalla táctil se puede deslizar en la dirección correspondiente. Si el jugador desea saltar sobre un objeto, la pantalla se puede deslizar hacia arriba; si el jugador desea deslizarse debajo de un objeto, la pantalla se puede deslizar hacia abajo.

## Juegos
| 2011 | Temple Run                   |
| 2012 | Temple Run: Brave            |
| 2013 | Temple Run 2                 |
| 2013 | Temple Run: Oz               |
| 2014 | Temple Run VR                |
| 2015 |                              |
| 2016 | Temple Run: Treasure Hunters |
| 2017 |                              |
| 2018 |                              |
| 2019 |                              |
| 2020 |                              |
| 2021 | Temple Run: Puzzle Adventure |

### Temple Run
La primera entrega de la serie Temple Run. 

### Temple Run: Brave
En junio de 2012, se anunció que Imangi se había asociado con Disney/Pixar para promocionar la película animada "Brave de 2012 a través de un juego de estilo Temple Run titulado Temple Run: Brave. El juego fue lanzado el 14 de junio para iOS y Android. Al igual que con "Temple Run" cuando se lanzó inicialmente, "Temple Run: Brave" costó 99 centavos de dólar.  Temple Run: Brave  está ambientado en las tierras altas de Escocia. Los personajes son el Rey Fergus y la Princesa Merida, y como en el juego original, el objetivo es seguir corriendo, evitando los peligros en el camino en un esfuerzo por lograr el mayor tiempo posible, mientras era perseguido por el demonio oso negro, Mor'du.
La nueva característica de Temple Run: Brave es tiro con arco. Durante la carrera, los símbolos de tiro con arco aparecen con algunos puntos sobre ellos, actuando como una señal de que habrá bullseyes a los que disparar. Los puntos son el número de objetivos en el área. En los lados izquierdo y derecho, el jugador encontrará objetivos de tiro con arco y, al tocar la pantalla, se disparará una flecha con precisión al objetivo próximo. Cuando el jugador termina de golpear a todos los objetivos en el área, obtiene una bonificación de monedas y luego debe esperar a otra área con objetivos de tiro con arco.
En una actualización, "Temple Run: Brave" recibió un nuevo potenciador, el "Will-o'-the-Wisps", que aparece en el juego al azar durante el juego. Cuando el jugador lo obtiene, es transportado a una versión "oscura" del mundo del juego, donde aparecen resplandecientes wisp en el camino del jugador. El jugador tiene que agarrar tantos como pueda, mientras sigue navegando por los giros y saltos.
En 2013, Temple Run: Brave se transfirió a Windows Phone 8, y tanto a Windows 8 como a Windows RT (a través de Windows Store). En 2014, se transfirió a BlackBerry 10.

### Temple Run 2
Secuela directa del primer juego de Temple Run.

### Temple Run: Oz
Un segundo juego derivado, llamado Temple Run: Oz, basado en la película Oz the Great and Powerful de Disney, fue lanzado el 27 de febrero de 2013, para iOS, coincidiendo con el lanzamiento. de la película. El 28 de agosto de 2013, se lanzó Temple Run: Oz para Windows Phone 8.

### Temple Run VR
Temple Run VR se anunció en septiembre de 2014 para los auriculares Samsung Gear VR y se lanzó el 23 de diciembre de 2014. En esta versión, el jugador está siendo perseguido por un mono demonio ártico en perspectiva en primera persona. Los jugadores deben evitar la nieve y saltar acantilados para sobrevivir. El juego se transfirió a Oculus Rift el 1 de mayo de 2015.

### Temple Run: Treasure Hunters
A finales de 2016, Scopely lanzó suave un videojuego derivado de combinación de fichas de Temple Run, titulado Temple Run: Treasure Hunters, en  países selectos. Treasure Hunters estaba planeado para ser lanzado en algún momento de 2017 en iOS y Android, y Google Play Store acepta preinscripciones para la versión de Android.

## Recepción
Desde el lanzamiento inicial de "Temple Run" en la  App Store, la popularidad del juego se ha disparado, hasta el punto de que Imangi Studios se hizo más popular que Zynga. En la iTunes Store, el juego se incluyó entre las 50 aplicaciones más descargadas en diciembre de 2011, y finalmente se convirtió en la aplicación iOS gratuita número uno en la Tienda. También alcanzó la posición de la aplicación iOS más taquillera. La versión de Android se descargó un millón de veces en menos de tres días desde su lanzamiento. Después del lanzamiento de Temple Run: Brave en la App Store, el juego encabezó las listas como el juego pago más descargado.
A los cuatro días del lanzamiento de Temple Run 2 en iOS, el juego había alcanzado los veinte millones de descargas, seis millones de las cuales se produjeron en las primeras veinticuatro horas. En junio de 2014, "Temple Run" y su secuela se han descargado más de mil millones de veces.